# آتش دل (فیلم)
آتش دل (به هندی: Diljalaa) فیلمی محصول سال ۱۹۸۷ و به کارگردانی باپو است. در این فیلم بازیگرانی همچون جکی شروف، فرح، دنی دنزونگپا، تانوجا، آنو کاپور ایفای نقش کرده‌اند.